# Eupoecilia angustana
Eupoecilia angustana là một loài bướm đêm thuộc họ Tortricidae. Nó được tìm thấy ở hầu hết châu Âu to phần phía nam của the Urals, Shensi và Nhật Bản.
Sải cánh dài 10–15 mm. Con trưởng thành bay từ tháng 6 đến tháng 9.
Ấu trùng ăn Plantago, Achillea, Calluna, Origanum, Thymus và Solidago.

## Phụ loài
Eupoecilia angustana thuleana is considered a distinct subspecies by some authors. Nó được tìm thấy ở Shetland.

## Hình ảnh

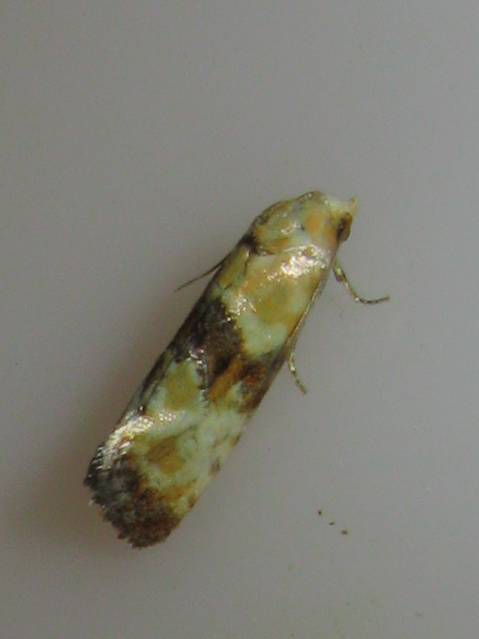
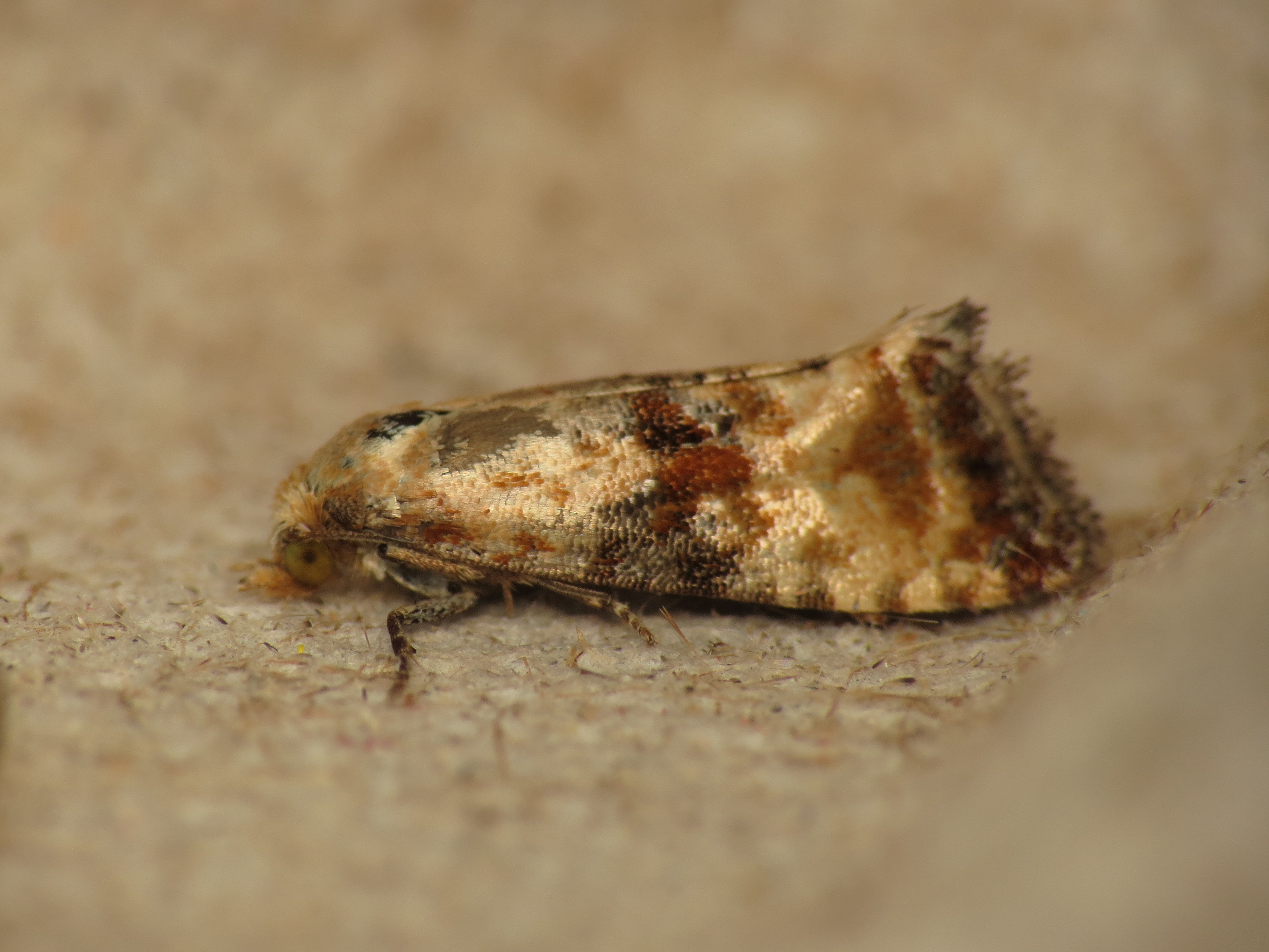
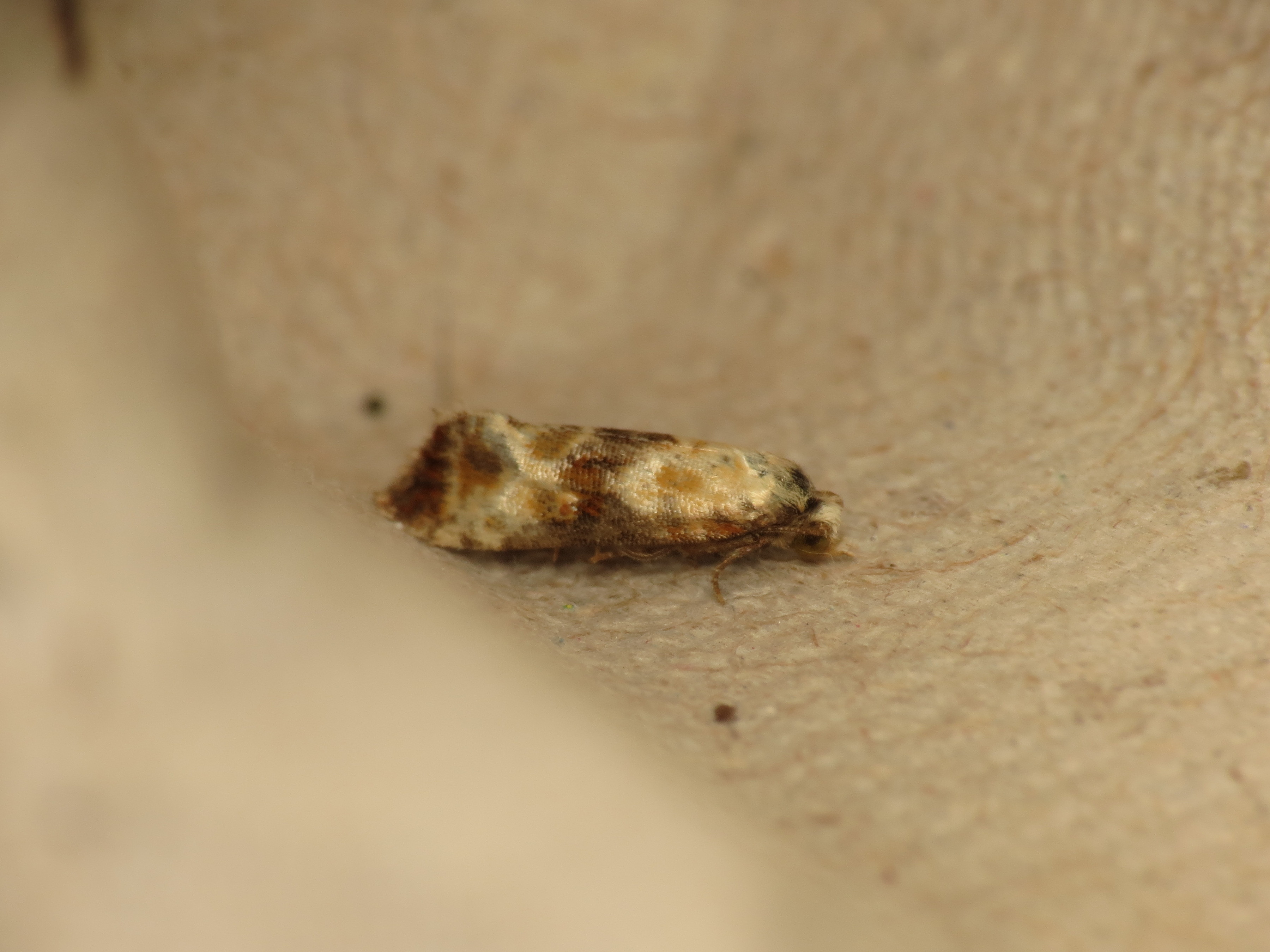
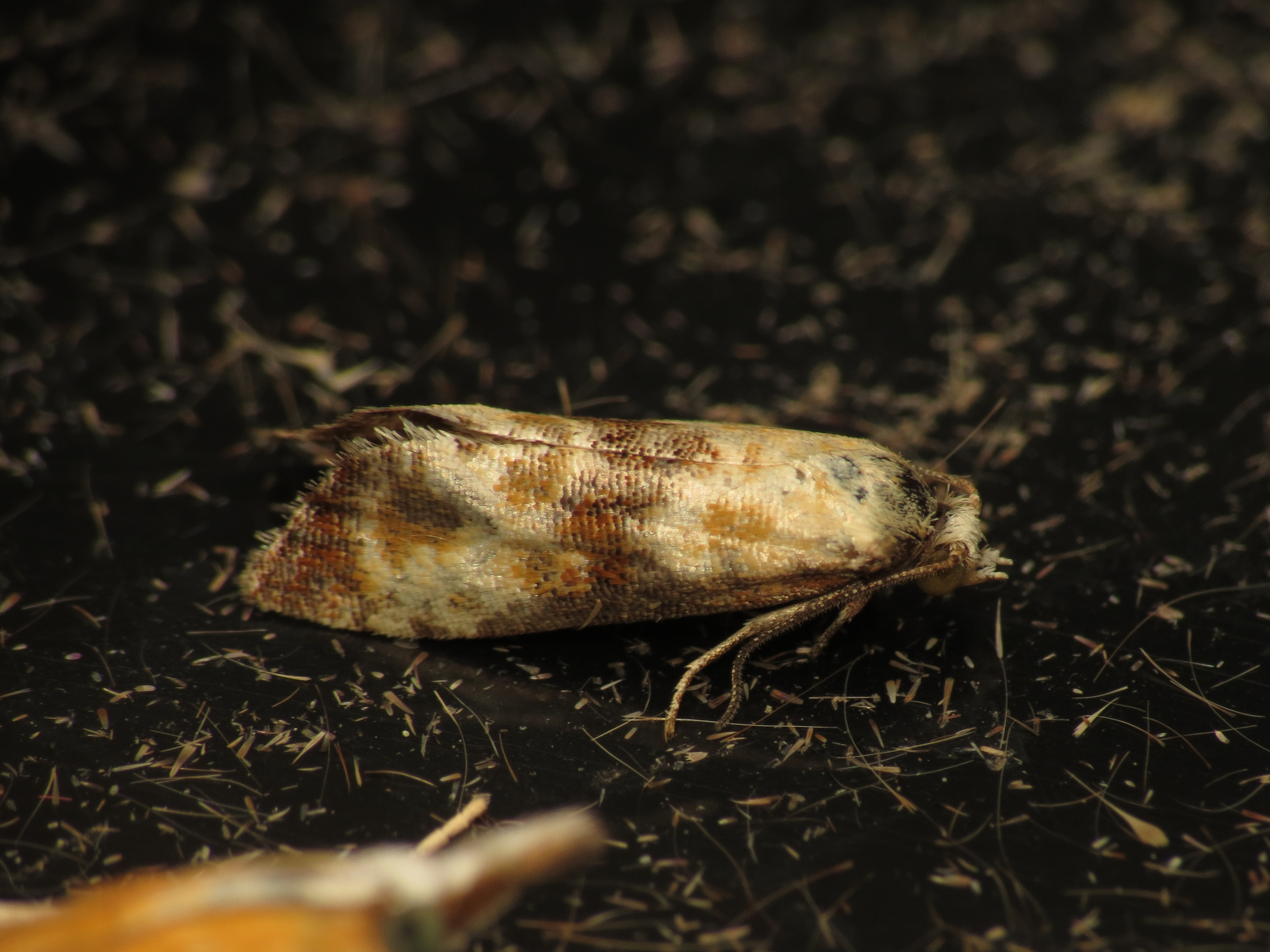